# Murańskie Czubki

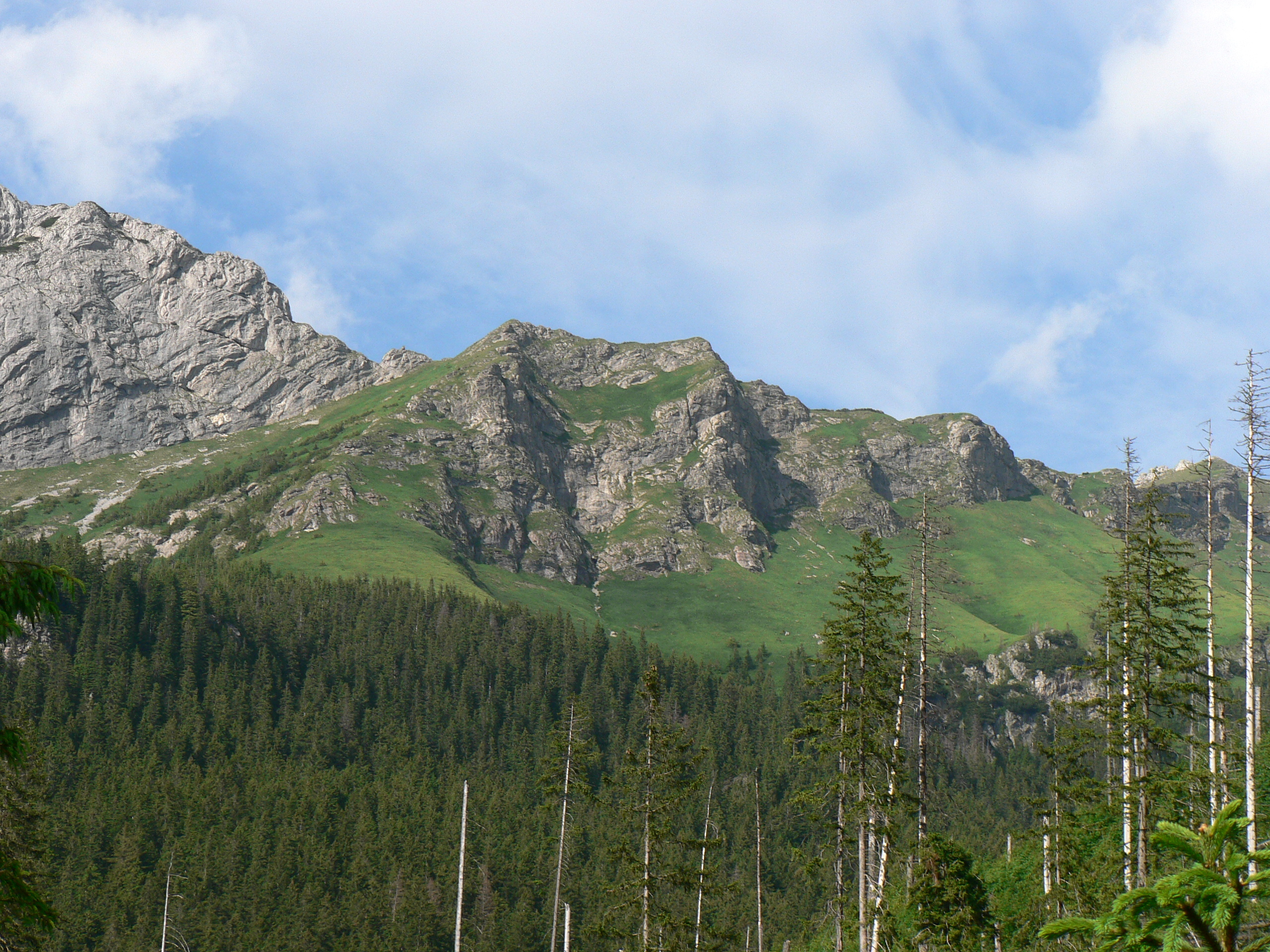
Murańskie Czubki

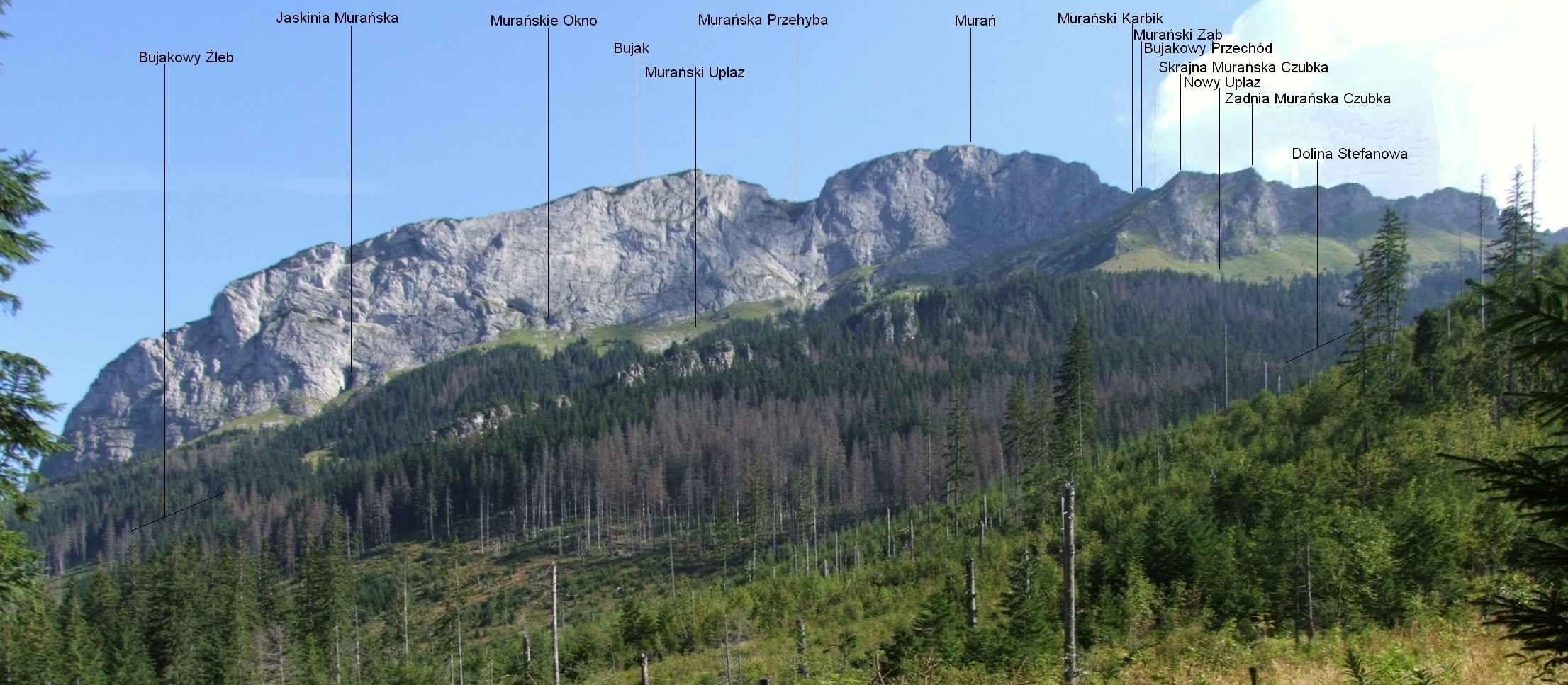
Widok od południowej strony

Murańskie Czubki (ok. 1860 m) – dwa skalne garby w słowackich Tatrach Bielskich, znajdujące się w ich grani głównej pomiędzy Muraniem a Nowym Wierchem, a dokładniej między Bujakowym Przechodem (ok. 1850 m) na zachodzie i Nową Przełęczą (1845 m) na wschodzie. Łącząca je grań wcięta jest na głębokość kilku metrów. Są to:
- Skrajna Murańska Czubka (zachodnia),
- Zadnia Murańska Czubka (wschodnia)[1].

Nieco wyższa jest Zadnia Murańska Czubka. Skrajna Murańska Czubka jest zwornikiem dla grzbietu Bujaka, oddzielającego Bujakowy Żleb od Doliny Stefanowej.
Północno-wschodni stok Murańskich Czubek opada do Nowej Doliny i aż do szczytu Murańskich Czubek jest trawiasty. Na południowo-zachodnią stronę natomiast, do Nowego Upłazu, spod Murańskich Czubek opada urwista, w niektórych miejscach pionowa ściana o wysokości około 120 m.
Przejście od Nowej Przełęczy granią Murańskich Czubek do Bujakowego Przechodu jest łatwe (0- w skali tatrzańskiej, 15 min), ale jest to zamknięty dla turystów i taterników obszar ochrony ścisłej Tatrzańskiego Parku Narodowego.